# Троїцько-Посадське сільське поселення
Тро́їцько-Поса́дське сільське поселення (рос. Троицко-Посадское сельское поселение) — муніципальне утворення у складі Гірськомарійського району Марій Ел, Росія. Адміністративний центр — село Троїцький Посад.

## Населення
Населення — 1632 особи (2019, 2012 у 2010, 2226 у 2002).

## Склад
До складу поселення входять такі населені пункти:
| Населений пункт       | Населення, осіб (2002) | Населення, осіб (2010) |
| --------------------- | ---------------------- | ---------------------- |
| Аксаєво, село         | 101                    | 100                    |
| Високово, присілок    | 41                     | 26                     |
| Даниліха, присілок    | 17                     | 10                     |
| Єлубкіно, присілок    | 60                     | 32                     |
| Коптяково, присілок   | 109                    | 104                    |
| Лавранангер, присілок | 58                     | 49                     |
| Мала Юнга, присілок   | 17                     | 3                      |
| Мумаріха, присілок    | 331                    | 324                    |
| Нова, присілок        | 60                     | 50                     |
| Пернянгаші, присілок  | 104                    | 110                    |
| Покровське, село      | 92                     | 56                     |
| Потереєво, присілок   | 130                    | 108                    |
| Сарманкіно, присілок  | 62                     | 51                     |
| Сіухіно, присілок     | 292                    | 244                    |
| Троїцький Посад, село | 574                    | 581                    |
| Чекеєво, присілок     | 175                    | 163                    |